# Дачное (станция Дальневосточной железной дороги)
Дачное — железнодорожная станция (бывшая узловая) Сахалинского региона Дальневосточной железной дороги. Названа по одноимённому селу, в котором расположена.

## История
- 1 октября 1926 года — станция открыта как Симба вслед за открытием линии на Рутаку (сейчас Анива) на линии Отомари (Корсаков) — Тоёхара (Южно-Сахалинск) в составе железной дороги губернаторства Карафуто.
- 1 апреля 1943 года — в связи с включением Южного Сахалина в состав внутренних территорий станция переподчинена Министерству железных дорог Японии.
- Август 1945 года — в ходе советско-японской войны занята Красной Армией.
- 1 февраля 1946 года — де-юре исключена из состава японских железных дорог.
- 1 апреля 1946 года — включена в состав советских железных дорог под названием Дачное.

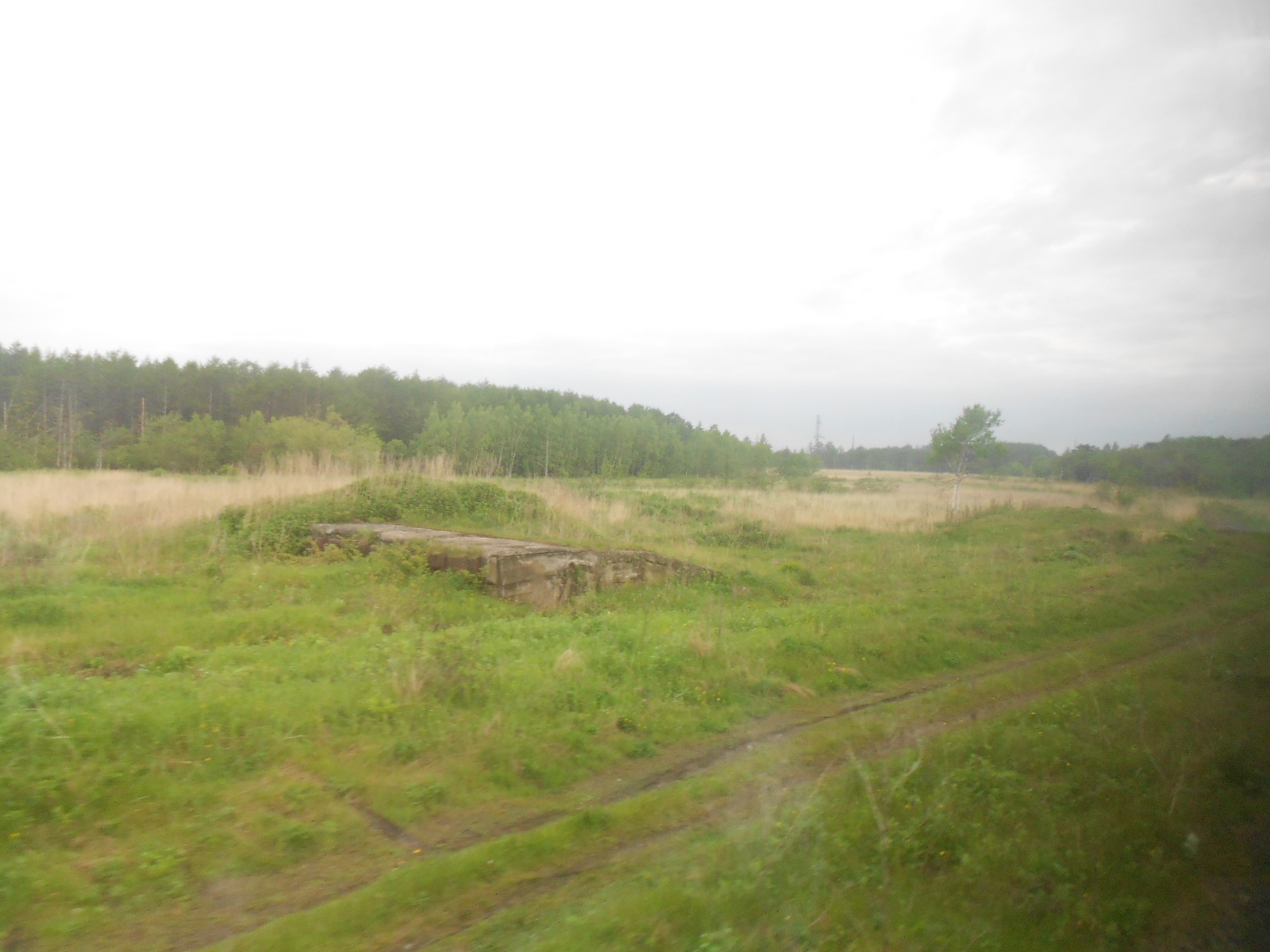
Остаток бетонной рампы на станции Дачное, вид на северо-запад (2016)

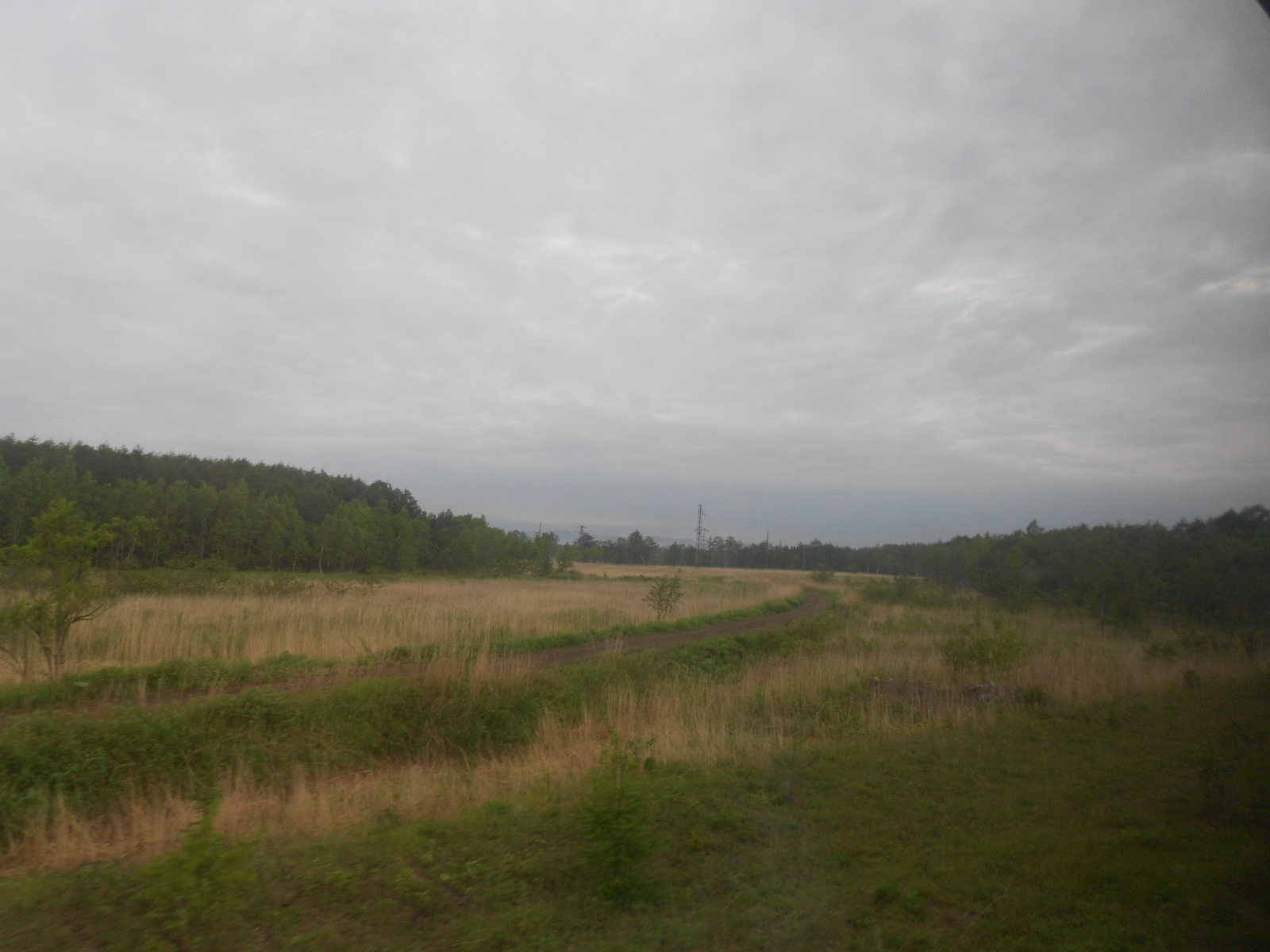
Насыпь ответвления в Аниву (2016)

- Остаток бетонной рампы на станции Дачное, вид на северо-запад (2016)Насыпь ответвления в Аниву (2016)В 1995 году ответвление в Аниву было разобрано, позднее разобрана и сама станция. Платформа перенесена немногим севернее станции и функционировала до 2011 года.

## Деятельность
Пассажирское сообщение по станции периодически отменяются. До 2007 года (с перерывами) курсировали две пары дизельных поездов Южно-Сахалинск — Корсаков, в 2009—2011 годах до Корсакова продлевался дизельный экспресс № 121/122 Томари — Корсаков (с 2011 года укорочен обратно до Южно-Сахалинска).
На июль 2015 года пригородное движение существует по маршруту Корсаков (Пять углов) – Южно-Сахалинск дважды в сутки.

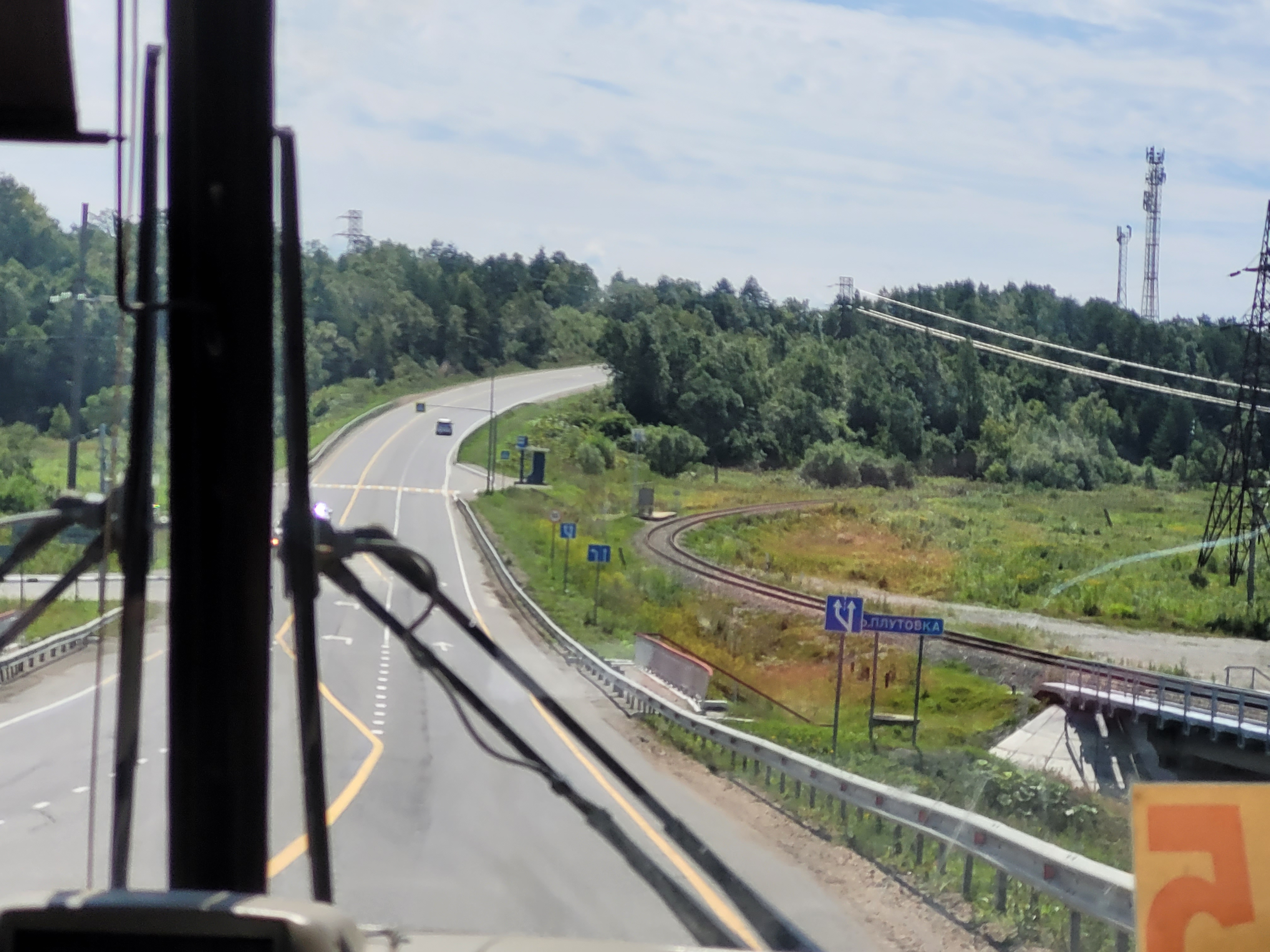
Платформа Дачное, вид на юг с шоссе (2022)

Грузовые работы по станции не предусмотрены.